# James FitzGerald (książę)

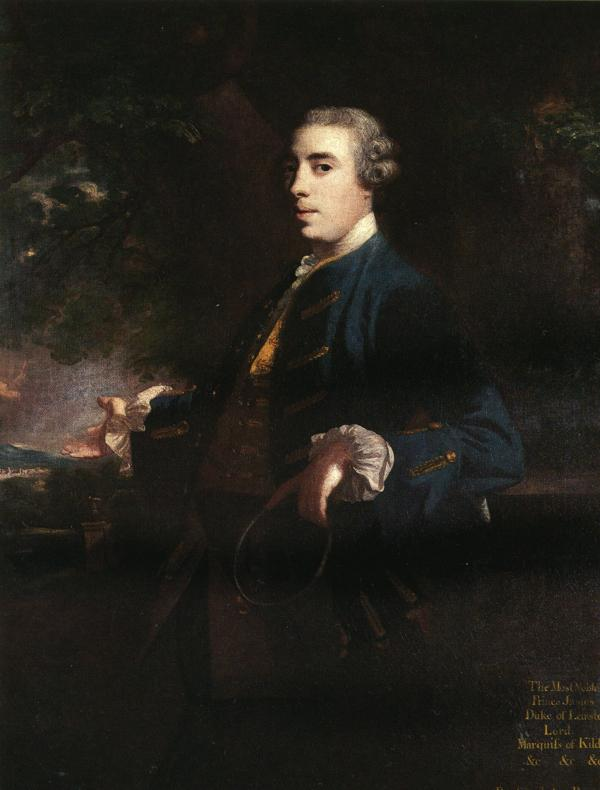
Jego Łaskawość Książę Leinster

James FitzGerald (ur. 29 maja 1722, zm. 19 listopada 1773 w Leinster House w Dublinie) – brytyjski arystokrata i polityk pochodzenia irlandzkiego, najstarszy syn Roberta FitzGeralda, 19. hrabiego Kildare i Mary O’Brien, córki 3. hrabiego Inchiquin.
Zasidał w Irlandzkiej Izbie Gmin jako reprezentant okręgu Athy do 1744 r., kiedy to po śmierci ojca odziedziczył tytuł hrabiego Kildare. W 1747 r. został parem Wielkiej Brytanii jako wicehrabia Leinster i zyskał prawo do zasiadania w Izbie Lordów. W latach 1749–1755 był liderem Partii Ludowej w Irlandii. W latach 1758–1766 był generełam artylerii w Irlandii. W 1760 r. został pułkownikiem Królewskiej Irlandzkiej Artylerii.
W 1761 r. otrzymał tytuły markiza Kildare i hrabiego Offaly w parostwie Irlandii. W 1766 r. został księciem Leinster. Był to pierwszy tytuł książęcy w parostwie Irlandii.
Na jego polecenie w latach 1745–1748 zbudowano w południowej części Dublina rezydencję Kildare House, którą po uzyskaniu tytułu książęcego nazwano Leinster House i która do początków XIX w. była oficjalną dublińską rezydencją książąt Leinster (obecnie mieści się tam gmach parlamentu irlandzkiego).
7 lutego 1747 r. ożenił się z Emilią Mary Lennox (6 października 1731 – 27 marca 1814), córką Charlesa Lennoxa, 2. księcia Richmond i Lennox, oraz lady Sarah Cadogan, córki 1. hrabiego Cadogan. James i Emilia mieli razem sześciu synów i dwie córki:
- George FitzGerald (15 stycznia 1748 – 26 września 1765), hrabia Offaly
- William Robert FitzGerald (13 marca 1749 – 20 października 1804), 2. książę Leinster
- Emily Maria Margaret FitzGerald (15 marca 1751 – 8 kwietnia 1818), żona Charlesa Coote’a, 1. hrabiego Bellomont, miała dzieci
- Charles James FitzGerald (30 czerwca 1756 – 18 lutego 1810), 1. baron Lecale
- Charlotte Mary Gertrude FitzGerald (29 maja 1758 – 12 września 1836), 1. baronowa Rayleigh, poślubiła finansistę Josepha Holdena Strutta, miała dzieci
- Henry FitzGerald (30 lipca 1761 – 9 lipca 1829)
- Edward FitzGerald (15 października 1763 – 4 czerwca 1798)
- Robert Stephen FitzGerald (1765 – 2 stycznia 1833), ożenił się z Sophią Fielding, miał dzieci

Książę zmarł w Leinster House w wieku 51 lat. Został pochowany w Christ Church Cathedral w Dublinie. Tytuł książęcy przypadł jego najstarszemu synowi.